# Dušan Rupec
Dušan Rupec (* 16. února 1968) je bývalý československý fotbalista, záložník.

## Fotbalová kariéra
V československé a české lize hrál za TJ Vítkovice, FK Inter Bratislava a FC Petra Drnovice. Nastoupil ve 27 ligových utkáních a dal 2 góly. Ve slovenské lize hrál i za MŠK Rimavská Sobota. V Poháru vítězů pohárů nastoupil ve 2 utkáních.

## Ligová bilance
| Ročník                                   | Zápasy | Góly | Klub                |
| ---------------------------------------- | ------ | ---- | ------------------- |
| 1. československá fotbalová liga 1991/92 | 5      | 0    | TJ Vítkovice        |
| 1. československá fotbalová liga 1992/93 | 13     | 2    | FK Inter Bratislava |
| 1. česká fotbalová liga 1995/96          | 9      | 0    | FC Petra Drnovice   |
| CELKEM                                   | 27     | 2    |                     |